# Difracție Fraunhofer
În optică, ecuația difracției Fraunhofer este utilizată pentru a modela difracția undelor atunci când modelul de difracție este vizualizat la o distanță mare de obiectul de difracție (în regiunea câmpului îndepărtat) și, de asemenea, atunci când este vizualizat la planul focal al unui lentilă imagistică. În contrast, modelul de difracție creat lângă obiect (în regiunea câmpului apropiat) este dat de ecuația difracției Fresnel.
Ecuația a fost numită în onoarea lui Joseph von Fraunhofer, deși el nu a fost de fapt implicat în dezvoltarea teoriei.
Acest articol explică unde poate fi aplicată ecuația Fraunhofer și arată forma modelului de difracție Fraunhofer pentru diferite deschideri. O tratare matematică detaliată a difracției Fraunhofer este dată în ecuația difracției Fraunhofer.

## Ecuație
Când un fascicul de lumină este parțial blocat de un obstacol, o parte din lumină este împrăștiată în jurul obiectului, benzile luminoase și întunecate sunt adesea văzute la marginea umbrei - acest efect este cunoscut sub numele de difracție. Aceste efecte pot fi modelate folosind principiul Huygens – Fresnel. Huygens a postulat că fiecare punct de pe un front de undă primar acționează ca o sursă de undă secundară sferică și suma acestor undă secundare determină forma undei de procedură în orice moment ulterior. Fresnel a dezvoltat o ecuație folosind undele Huygens împreună cu principiul suprapunerii undelor, care modelează destul de bine aceste efecte de difracție.
Nu este o chestiune simplă să calculăm deplasarea (amplitudinea) dată de suma undelor secundare, fiecare dintre acestea având propria amplitudine și fază, deoarece aceasta implică adăugarea multor unde de fază și amplitudine variabile. Când două unde sunt adunate împreună, deplasarea totală depinde atât de amplitudinea cât și de faza undelor individuale: două unde de amplitudine egală care sunt în fază dau o deplasare a cărei amplitudine este dublă față de amplitudinile de undă individuale, în timp ce două unde care sunt în fazele opuse dau o deplasare zero. În general, o integrală bidimensională peste variabile complexe trebuie rezolvată și, în multe cazuri, o soluție analitică nu este disponibilă.
Ecuația de difracție Fraunhofer este o versiune simplificată a formulei de difracție a lui Kirchhoff și poate fi utilizată pentru a modela lumina difractată atunci când atât o sursă de lumină cât și un plan de vizionare (planul de observație) sunt efectiv la infinit în ceea ce privește o deschidere de difracție. Cu sursa de lumină suficient de îndepărtată de diafragmă, lumina incidentă până la diafragmă este o undă plană, astfel încât faza luminii în fiecare punct al diafragmei să fie aceeași. Faza contribuțiilor fiecărei unde individuale în diafragmă variază liniar cu poziția din diafragmă, făcând calculul sumei contribuțiilor relativ simplu în multe cazuri.
Cu o sursă de lumină îndepărtată de diafragmă, aproximarea Fraunhofer poate fi utilizată pentru a modela modelul difractat pe un plan îndepărtat de observație de la diafragmă (câmp îndepărtat). Practic poate fi aplicat pe planul focal al unei lentile pozitive.
{\displaystyle W^{2}/L*\lambda <<1}
Notații:
W - dimensiunea diafragmei sau a fantei
L - distanța de diafragmă
λ - lungimea de undă